# Jamie Bell

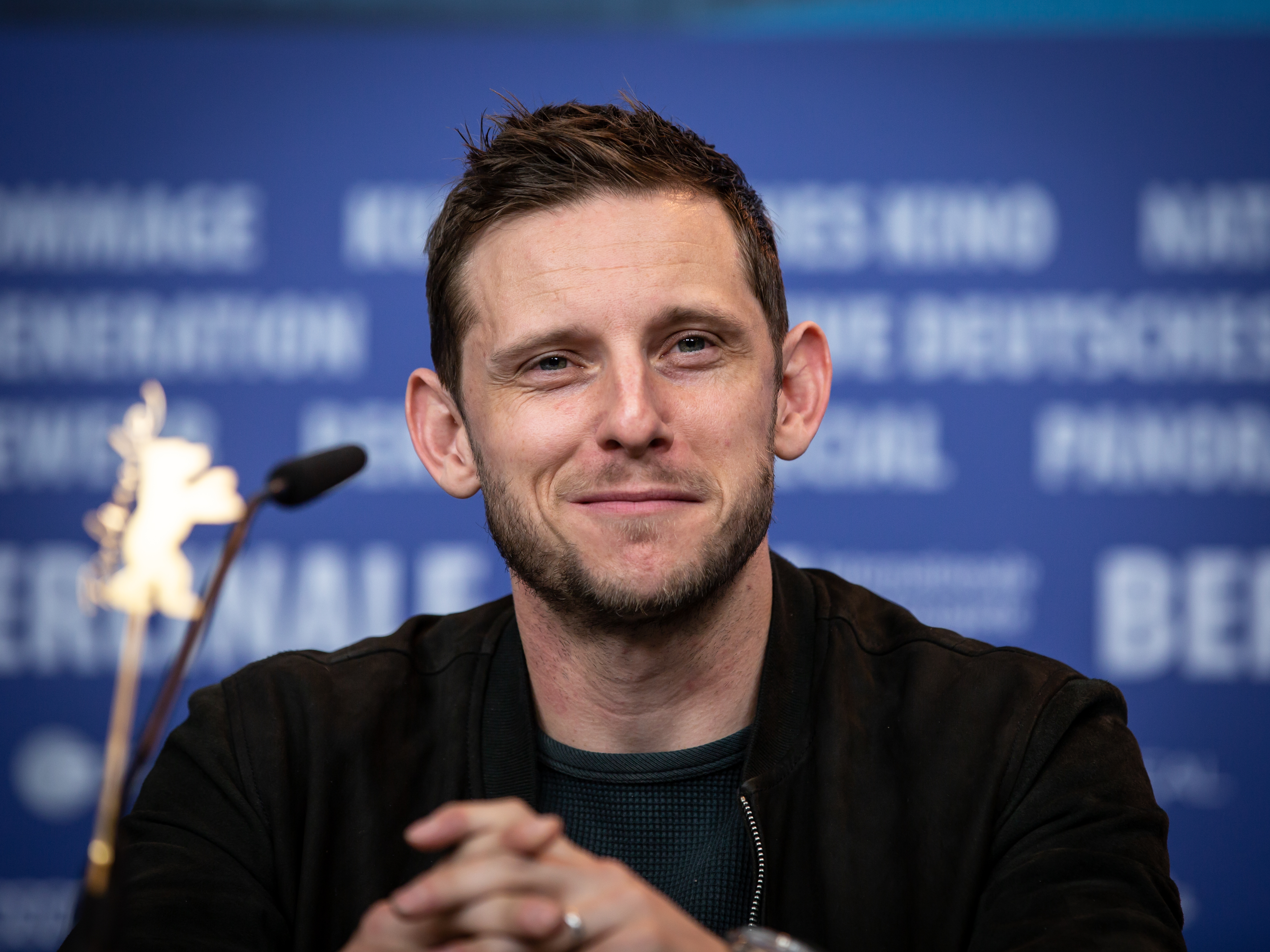
Jamie Bell auf der Berlinale 2019

Andrew James Matfin „Jamie“ Bell (* 14. März 1986 in Billingham, County Durham, England) ist ein britischer Schauspieler. Seine bisher bekanntesten Rollen hatte er in den Filmen Billy Elliot – I Will Dance (2000), King Kong (2005), Jumper (2008) und Die Abenteuer von Tim und Struppi – Das Geheimnis der Einhorn (2011).

## Leben
James „Jamie“ Bell wurde als Sohn von Eileen Matfin und des Werkzeugmachers John Bell geboren. Der Vater verließ die Familie bereits vor seiner Geburt. Er stammt aus einer Familie, die viele Tänzerinnen hervorgebracht hat, so unter anderem seine Großmutter, seine Mutter, seine Schwester und seine Tante. Er selbst begann im Alter von sechs Jahren mit dem Tanzen an der Northfield School.
Im Jahr 1998 debütierte er in dem Theaterstück Bugsy Malone in London. Während des Castings zu dem Film Billy Elliot konnte sich Bell gegen rund 2000 andere Jungen durchsetzen, erhielt die Hauptrolle und begeisterte mit seiner Darstellung Publikum und Kritiker gleichermaßen. Der Film war für drei Oscars nominiert und erhielt zwischen 2000 und 2002 weltweit insgesamt 48 Filmpreise. In Regisseur Stephen Daldry sah er, so Bell im Nachhinein, so etwas wie einen Vaterersatz, da er seinen leiblichen Vater nie kennengelernt hatte.
In den Folgejahren war Jamie Bell unter anderem 2002 in der Verfilmung Nicholas Nickleby von Charles Dickens zu sehen. Im Jahr 2005 stand er für Peter Jacksons Abenteuerfilm King Kong als Schiffsjunge Jimmy und 2008 in dem Science-Fiction-Actionfilm Jumper in der Rolle des Griffin vor der Kamera. Von Januar bis März 2009 fanden die Dreharbeiten zu Steven Spielbergs Comicverfilmung Die Abenteuer von Tim und Struppi – Das Geheimnis der Einhorn statt, in dem Bell die Titelrolle verkörperte.
2013 war Jamie Bell neben Tilda Swinton und Chris Evans in Bong Joon-Hos Science-Fiction-Drama Snowpiercer zu sehen. Im Film Fantastic Four (2015) von Josh Trank verkörpert Bell „Das Ding“ Ben Grimm.

## Privates
In dem Musikvideo Wake Me Up When September Ends der Band Green Day ist Bell als amerikanischer Soldat zu sehen, seine Freundin spielt Evan Rachel Wood. Die beiden hatten sich zuvor auf dem Sundance Film Festival kennengelernt und waren 2005 bis 2006 ein Paar. Im Sommer 2011 fanden sie wieder zusammen und heirateten am 30. Oktober 2012. Am 29. Juli 2013 wurde der erste Sohn des Paares geboren, im Mai 2014 gaben die beiden jedoch ihre erneute Trennung bekannt. Seit Juli 2017 ist Bell mit seiner Schauspielkollegin Kate Mara verheiratet.
2019 wurden die beiden Eltern einer Tochter, im November 2022 Eltern eines Sohnes.

## Filmografie
- 2000: Close & True (Fernsehserie)

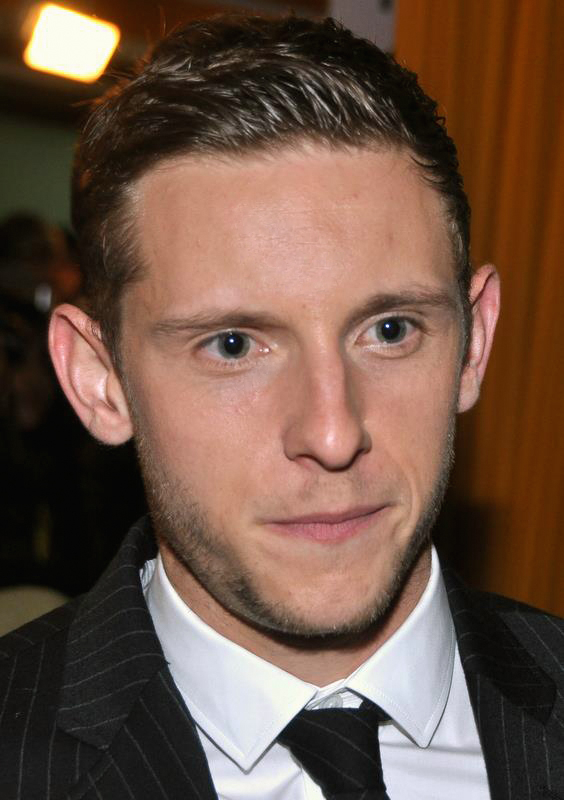
Jamie Bell (2011)

- 2000: Billy Elliot – I Will Dance (Billy Elliot)
- 2002: Deathwatch
- 2002: Nicholas Nickleby
- 2004: Undertow – Im Sog der Rache (Undertow)
- 2005: Dear Wendy
- 2005: Glück in kleinen Dosen (The Chumscrubber)
- 2005: King Kong
- 2006: Flags of Our Fathers
- 2007: Hallam Foe – This Is My Story (Hallam Foe)
- 2008: Jumper
- 2008: Defiance – Für meine Brüder, die niemals aufgaben (Defiance)
- 2011: Der Adler der neunten Legion (The Eagle)
- 2011: Jane Eyre
- 2011: Die Abenteuer von Tim und Struppi – Das Geheimnis der Einhorn (The Adventures of Tintin)
- 2011: Retreat
- 2012: Ein riskanter Plan (Man on a Ledge)
- 2013: Drecksau (Filth)
- 2013: Snowpiercer
- 2013: Nymphomaniac
- 2014–2017: Turn: Washington’s Spies (Fernsehserie, 40 Folgen)
- 2015: Fantastic Four
- 2017: Film Stars Don’t Die in Liverpool
- 2017: 6 Days
- 2018: Skin
- 2018: Donnybrook – Below the Belt (Donnybrook)
- 2019: Rocketman
- 2021: Tom Clancy’s Gnadenlos (Tom Clancy’s Without Remorse)
- 2022: Shining Girls (Fernsehserie, 8 Folgen)
- 2023: All of Us Strangers
- 2023: Umzingelt (Surrounded)

## Musikvideos
- 2004: Wake Me Up When September Ends (Green Day)

## Auszeichnungen
- BAFTA Awards 2001 (Bester Hauptdarsteller)
- Empire Awards 2001 (Beste Neuentdeckung)
- British Independent Film Award (Bester Newcomer)
- Broadcast Film Critics Association Award (Bester junger Darsteller)
- Evening Standard British Film Award (Chancenreichster Newcomer)
- Las Vegas Film Critics Society Award (Jüngling in einem Film)
- London Film Critics’ Circle Award (Britischer Newcomer des Jahres)
- National Board of Review Award (Besonders junger Schauspieler)
- Phoenix Film Critics Society Award (Bester junger Darsteller)
- Young Artist Award (Bester junger Schauspieler in einem internationalen Film)
- National Board of Review Award (Beste Besetzung)
- Young Artist Award (Beste Darstellung)